# 昌都杨
昌都杨（学名：Populus qamdoensis）为杨柳科杨属的植物，是中国的特有植物。分布在中国大陆的西藏等地，生长于海拔3,400米至3,800米的地区，多生于岸边，目前尚未由人工引种栽培。